# Katodlampa
En katodlampa är en lågenergiljuskälla, som till skillnad från normala lågenergilampor och lysrör inte innehåller kvicksilver. Istället bygger katodlampan på liknande principer som en konventionell bildskärm, som används i TV:n.
Den första varianten av katodlampan togs fram av svenska Lightlab.